# Великий межамериканский обмен

Синие виды происходят из Северной Америки, а тёмно-жёлтые — из Южной.

Великий межамериканский обмен — зоогеографическое событие, в ходе которого сухопутная и пресноводная фауна мигрировала из Северной Америки в Южную и наоборот в результате того, что с морского дна поднялся Панамский перешеек, соединивший два континента. Пик миграции пришёлся на первую половину верхнего плиоцена, около 3 миллионов лет назад.
Перешеек соединил неотропический зоогеографический район c Неарктикой. Последствия обмена прослеживаются как через стратиграфию, так и по изучению современной природы регионов. Наиболее сильно объединение континентов повлияло на зоогеографию млекопитающих, однако происходила также миграция нелетающих членистоногих, пресмыкающихся, земноводных и даже пресноводных рыб.

## Фауна до начала обмена
Южная Америка накануне события характеризовалась необычной эндемической фауной, в которой наземные млекопитающие относились к трём группам: сумчатым, южноамериканским копытным (в том числе нотоунгулятам и литоптернам) и неполнозубым.

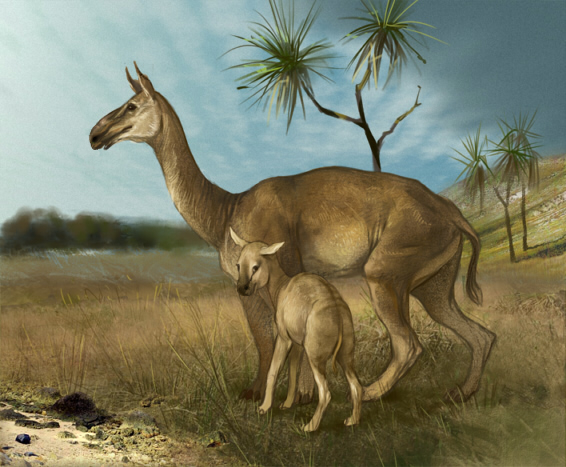
Макраухении

Южноамериканские сумчатые были представлены опоссумами и их родственниками, но существовало также множество крупных форм, таких, как миоценовые сумчатые саблезубые (тилакосмил) или представители семейства боргиениды (боргиена).
Нотоунгуляты и литоптерны занимали экологическую нишу копытных и дали множество специализированных видов и необычных форм, например, макраухений — литоптерн с небольшим хоботом. Обе группы зародились в нижнем палеоцене, происходя, вероятно, от кондиляртров и окончательно вымерли намного позже Великого межамериканского обмена, — в конце плейстоцена, в ходе позднечетвертичного вымирания мегафауны. Среди неполнозубых были такие характерные животные, как броненосцы, ленивцы (в частности, наземный мегатерий и полуводный талассокнус) и муравьеды.
Фауна Северной Америки того времени была типично «бореоэутериевой».

## История миграций
Обмен начался около 30 млн лет назад (поздний олигоцен), задолго до формирования перешейка. Когда континенты достаточно сблизились, стала возможна случайная миграция животных. Несколько особей (или даже единственная беременная самка) могли быть вынесены в море на поваленном дереве и достичь одного из островов между континентами; такие события на протяжении столетий могли происходить неоднократно и некоторые животные впоследствии попадали на противоположный континент. Считается, что именно таким образом в Южную Америку попали грызуны, которые дали начало капибарам, шиншиллам и вискашам.
Несколько позже грызунов прибыли приматы. Приматы, способные к такому способу миграции, с необходимостью должны были быть малого размера. Они дали начало всем видам южноамериканских обезьян (широконосые обезьяны). Впрочем, существует другая теория происхождения южноамериканских обезьян, которая доказывает, что они мигрировали из Западной Африки в северо-восточную Бразилию через значительно менее обширный в те времена (вследствие дрейфа континентов) Атлантический океан. Эта миграция могла происходить через скалы Сан-Паулу, которые расположены посередине океана и в те времена могли быть довольно большим островом.

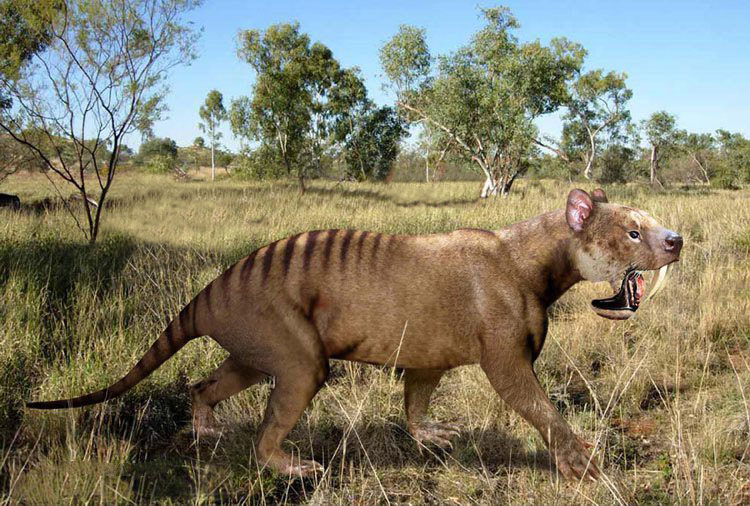
Тилакосмил

Возможность ранней миграции на юг имели также некоторые хищные. Около 7 млн лет назад в Южную Америку проникли енотовые: ископаемый Cyonasua, который позже эволюционировал в медведеподобного Chapalmalania.
Собственно великий обмен — последняя и самая мощная волна миграции — состоялся около 3 млн лет назад, когда в Южную Америку по суше перешли хоботные (стегомастодоны, кювьерониусы), настоящие копытные (тапиры, ламы, лошадиные) и хищные (кошачьи, псовые и медведи).

## Результаты
Миграция происходила симметрично в обоих направлениях. Однако в конечном итоге неотропические виды оказались менее успешными, чем неарктические, свидетельством чему является очень небольшое количество видов сумчатых и неполнозубых в современной Северной Америке. Если животные с юга мигрировали на север, они не выдерживали конкуренции с животными, занимавшими их экологические ниши. Но и оставаясь на юге, они также проигрывали пришельцам с севера. Вследствие великого обмена вымерла большая часть видов южноамериканских сумчатых и гигантских нелетающих хищных птиц (фороракосов), вымерла часть видов южноамериканских копытных, но сохранились гигантские токсодоны и макраухении, вымершие уже после окончания последнего оледенения. На севере, однако, смогли закрепиться гигантские ленивцы, опоссумы и броненосцы, включая гигантских глиптодонов, один из крупнейших фороракосовых — Titanis walleri.
Плейстоценовая мегафауна обеих Америк почти полностью вымерла значительно позже — в конце плейстоцена — начале голоцена, около 13 — 11 тыс. лет назад, вскоре после заселения Америки первобытными индейцами. Среди южных мигрантов на севере опоссумы оказались наиболее успешными, сейчас они обитают даже на юге Канады. Однако наиболее успешными из всех мигрантов великого обмена были грызуны, как с точки зрения широты распространения, так и по количеству видов, появившихся в новых ареалах в результате адаптивной радиации.